# Laurent Pernot (artiste)
Pour les articles homonymes, voir Laurent Pernot et Pernot.
Laurent Pernot, né le 12 juin 1980 à Lons-le-Saunier, est un artiste français.

## Distinction
En 2022, Laurent Pernot est lauréat du programme Mondes Nouveaux, dont le comité est présidé par Bernard Blistène. Il est également lauréat de la Bourse Ekphrasis de l'ADAGP, duo artiste/critique Laurent Pernot/Aurélie Barnier.
En 2010, Laurent Pernot est lauréat du Prix SAM pour l'art contemporain grâce auquel sera réalisée son exposition Ruée vers la perdition au Palais de Tokyo.

## Expositions personnelles
2022
- Laurent Pernot, Saint Laurent Rive Droite, Paris & Los Angeles
- We are miserable, but love, suddenly, saves us, Galerie Marguo, Paris
- L’instant d’une vie, château Malromé, Saint-André-du-Bois
- L’éternité devant soi, site archéologique de Glanum

2021
- Antinoüs, Antinoüs, jardin Arnaud Beltrame & Galerie Marguo, Paris
- Contre un seul instant de l’amour, Galerie RX, Paris

2020
- Je cherche un endroit où personne ne meurt jamais, Pavillon Vendôme, Aix-en-Provence

2019
- Titans, espace 36, Saint-Omer

2017
- Sur Terre, Le Point commun, Annecy

- Le Voyage à Nantes, place Royale, Nantes
- Le Voyage à Nantes, Pas de rose pour l’infini, passage Sainte Croix, Nantes

2016
- The hope that still remains, Galerie Odile Ouizeman, Paris

2015
- Une fraction d’infini, MMOMA Musée d’Art Moderne de Moscou, Russie

2014
- Sous les projecteurs, espace 13/16, Centre Pompidou, Paris

2013
- Année Lumière, La Filature, Mulhouse
- Palais Sidi Mohammed Ben Youssef, Fès, Maroc

2012
- Le procès du singe, galerie Odile Ouizeman, Paris
- Phenomena, Palais Jacques-Cœur, Biennale d'art contemporain, Bourges
- Là où naissent les fantômes, Centre d'art Bastille, Grenoble
- Mémoire intermittente, Musée Mandet, Riom

2011
- Ruée vers la perdition, Palais de Tokyo, Paris
- Kronprinz Tower Light Project, National Centre for Contemporary Arts, Kaliningrad
- Krasnoïé Znamia, Saint-Pétersbourg, Russie

2010
- Survivance des lucioles, Lux Valence, Valence
- Matière noire, Attrape couleurs, Lyon

2009
- Laurent Pernot, Palacio das artes, festival Siana, Belo Horizonte, Brésil

2008
- Le ciel est devenu noir, Galerie Odile Ouizeman, Paris
- D'ici là, Espace culturel François Mitterrand, Beauvais

2007
- Laurent Pernot, Sketch Gallery, Londres, Angleterre
- Beyond miracles, 1a space, French May 2007, Hong Kong, Chine

2006
- Particles, Alvar Aalto Museum, Jyväskylä, Finlande

2005
- One upon a time, Fondation Miró, Barcelone, Espagne

2004
- Don't close your eyes, Interxcross Creative Center, Sapporo, Japon

## Expositions collectives (sélection)
2017
- Monts et merveilles, Bel Ordinaire, Pau
- Coming Out- A Private Collection, Chapelle des Calvairiennes, Mayenne
- Dans mes mains dans mes rêves même, Patio Opéra, Paris
- Processus, Espace 13/16, Centre Pompidou, Paris
- Between dreams and landscapes, Galerie Claire Gastaud, Clermont-Ferrand
- Lignes de Crête, Archipel Art Contemporain, Saint-Gervais
- De Nature en Sculpture, Fondation Villa Datris, L’Isle-sur-la-Sorgue[1]
- Hortus 2, Fondation Edis pour l’Art, Avignon

2016
- Dépenses, commissariat Léa Bismuth, Labanque, Béthune
- D’autres possibles, commissariat Thomas Fort, Pavillon Vendôme, Clichy
- De leur temps, exposition triennale de l’ADIAF, IAC de Villeurbanne
- La rose bleue, EAC Les Roches, Chambon-sur-Lignon
- N-n-otre H(h)istoire, Centre d’Art Bastille, Grenoble
- Next Stop Hennessy, Maison Hennessy, Cognac
- Peach blossom is booming, Culture Station 284, Seoul, Corée du Sud

2015
- Géodésie l’impossible tracé, Galerie Odile Ouizeman, Paris
- Miroir ô Mon miroir, Pavillon Carré de Baudouin, Paris
- L’envers du décor, Maison Parisienne, Ancienne Nonciature, Bruxelles
- Là où je réside l’absurde domine, Hôtel des Arts, Toulon
- La Matière et les songes, Galerie du Théâtre La Liberté, Toulon
- A l’ombre d’Éros, Monastère royal de Brou, Bourg-en-Bresse
- Lux, Musée du Millenium, Pékin ; Long Museum, Shanghai ; OCT Loft, Shenzhen
- Close To Me, Centre Médical & Pédagogique Rennes Beaulieu, Rennes
- Rêves fantômes, nuit des musées, Saratov, Samara, Ekaterinbourg, Novossibirsk & Vladivostok, Russie
- Trace(S), Chartreuse de Valbonne, Saint-Paulet-de-Caisson
- Mais sait-on précisément où il se brise ?, Galerie Suzanne Tarasieve – Loft 19, Paris
- Face2face, Hôtel de Manville, Les Baux-de-Provence
- Là où commence le jour, LAM, Villeneuve d’Ascq
- Parcours Saint-Germain, Paris
- Child care for all, Association France India Karnataka, Piasa, Paris
- Lumières essence fréquences, Ensiie, Evry
- Prosopopées, Le 104, Paris
- The Housebreaker, Riga Art Space, Lettonie
- Thirty shades of white, Galerie Praz-Delavallade, Paris
- Art is hope, Piasa, Paris

2014
- Là où naissent les fantasmes, galerie Odile Ouizeman, Paris
- Choices Collectors Week-end, galerie de l’École National des Beaux Arts, Paris
- Video Forever 15 Ghosts, Franck Perrin Studio, Paris
- Nuit Blanche, Square Victoria, Montréal, Qc, Canada
- Vasari Auction, vente aux enchères, Villa 88, Bordeaux
- Croisements, galerie K11 (Whuhan), galerie Cmoda (Pékin), Chine
- Le Mal pour le Bien, exposition et vente aux enchères, Disney France, Espace Commines, Paris
- Le Mur, La Maison Rouge – Fondation Antoine de Galbert, Paris
- Mixology, Numthong Gallery, Bangkok, Thaïlande
- Still Water, galerie 22.48m2, Paris
- Sugar Apple Daegu, Daegu, Corée du Sud
- Lux, Le Fresnoy, Tourcoing
- La vie et l’espoir, lauréats Sanofi, Institut français, Pékin, Chine
- Art is Hope, exposition et vente aux enchères au profit de AIDS, Piasa, Paris
- Paysages passages, avec Robert Cahen, Musée-Château d’Annecy

2013
- De leur temps 4, l’Adiaf à Nantes, centre d’art Le hangar à bananes, Nantes
- Chroniques des mondes possibles, Fondation Vasarely, Aix-en-Provence
- Au-delà de mes rêves, Monastère royal de Brou, Bourg-en-Bresse
- Vanished, galerie Christophe Gaillard, Paris
- Biennale internationale de Melle
- L’Arbre qui ne meurt jamais, Théâtre des Sablons, Neuilly
- Centre Culturel de Belgrade (KCB), Serbie
- N’habite plus à l’adresse indiquée, Centre Albert Chanot, Clamart
- Images parallèles, Siana 2013, Institut de la Vie Numérique, Evry

2012
- Neon? Who's afraid of Red, Yellow and Blue?, La Maison rouge, fondation Antoine-de-Galbert, Paris
- Indian Art Fair, Video Lounge, New Delhi, Inde
- Biennale de São Paulo, MUBE, São Paulo, Brésil
- Visions fugitives, Le Fresnoy, Tourcoing

2011
- Mécanique Céleste, Galerie Odile Ouizeman, Paris

2010
- Loop Art Fair, Barcelone
- Imaginez Maintenant, Centre d'art Bastille, Grenoble
- Red Brick Warehouse, Yokohama, Japon
- Diese, Musée des Beaux Arts, Dijon

2009
- Siana, Nanchang, Chine
- Microclimat, Parc culturel de Rentilly
- Galerie Domi Nostrae, Lyon

2008
- Dans la nuit, des images, le Grand Palais, Paris
- Jeune Création, La Villette, Paris
- Parcours St Germain, Christian Dior, Paris

2007
- Art protects, Galerie Yvon Lambert, Paris
- Dislocate 07, Ginza Art Lab, Tokyo, Japon
- Changdong Gallery, musée national d'art contemporain, Séoul, Corée

2006
- Normality, galerie The Heder, Tel Aviv, Israël
- Fabrica : les yeux ouverts, Centre Georges-Pompidou, Paris
- Remix exhibition, Copper Smithy, Fiskars, Finlande
- D>art.06, Opera House Studio and Exhibition Hall, Sydney

2005
- Videofoyer, Saarländisches Künstlerhaus, Saabrücken, Allemagne

2004
- International Photo Festival, Wuyishan, Chine
- Ujazdowski Castle Contemporary Art Center, Varsovie, Pologne
- Panorama 5, Le Fresnoy, Tourcoing

2003
- Panorama 4, Le Fresnoy, Tourcoing

## Résidences
2015
- La Fabrika, Moscou, Russie

2014
- Résidence In-Situ, Conseil Général Seine-St-Denis & Centre Pompidou, Paris

2013
- Thaillywood, Thaïlande

2011
- JA.CA, Belo Horizonte, Brésil

2007
- Drac Picardie, Beauvais
- Cité internationale des arts, Paris
- Changdong National Art Studio, Séoul, Corée

2006
- PRIM Productions, Pépinières européennes pour jeunes artistes, Montréal, Canada
- NKD The Nordic Artists’ Centre, Dale, Norvège

2005
- Stiftung Künstlerdorf Schöppingen, Allemagne
- Fabrica, Centre de recherche et de création de Benetton, Trévise, Italie

2004
- S-AIR, Interxcross Creative Center, Sapporo, Japon